# Soneacine, Simferopol
Soneacine (în ucraineană Сонячне) este un sat în așezarea urbană Molodijne din raionul Simferopol, Republica Autonomă Crimeea, Ucraina.

## Demografie
Componența lingvistică a localității Soneacine
     Rusă (90,34%)
     Ucraineană (7,11%)
     Tătară crimeeană (1,91%)
     Alte limbi (0,18%)
Conform recensământului din 2001, majoritatea populației localității Soneacine era vorbitoare de rusă (90,34%), existând în minoritate și vorbitori de ucraineană (7,11%) și tătară crimeeană (1,91%).